# Men of Odyssey
Men of Odyssey (também Odyssey Men Video) é uma produtora de filmes adultos voltados ao público gay.
Criada nos Estados Unidos para a produção de filmes com qualidade cinematográfica, a produtora por muito tempo elaborou capas para seus filmes com projetos impecáveis.
Em 2012, seu site saiu do ar e até então não retornou na internet.

## Prêmios
- GayVN Awards de 1997 como Best Overall Marketing Campaign por "Family Values".[3]
- GayVN Awards de 1998 como Best Overall Marketing Campaign por "Ryker's Revenge".[3]
- Men in Video Awards de 1999 winner of Most Romantic Video and Hottest Video.
- Grabby Awards de 1999 como Best Video: Fantasy com "Technical Ecstasy".[4]
- GayVN Awards de 1999 como Best Bisexual Video com "Mass Appeal".[5]
- Grabby Awards de 2000 como Best Video com "Echoes".[6]
- GayVN Awards de 2000 como Best Ethnic-Themed Video com "Caesar's Hardhat Gang Bang".[3]

## Videografia selecionada
- 1999 A Private Party aka: By Invitation Only
- 1999 Double Cross
- 1999 Exposed!
- 1999 Ibiza Hard aka: Ibiza Unzipped aka: Fantasy Isle
- 1999 Mass Appeal 1
- 2000 Echoes
- 2000 Caesar's Hardhat Gang Bang
- 2000 The Journey Back
- 2000 Till He Comes
- 2001 Carnal Intentions
- 2001 Drilling School aka: Hard Workers
- 2001 Medieval Knights aka: Excalibur Knights in Action
- 2001 Past Memories
- 2001 The Joint A Penile Institution
- 2001 Tulsa County Line
- 2001 White Party Boiz Palm Springs 2001
- 2002 Gang Bang Café
- 2002 Ruffin' It
- 2003 Black Power White Surge
- 2003 Mass Appeal 2
- 2007 Beach House Diaries